# Jean Lemaire
Jean Lemaire, també conegut com a Jean Poussin o Lemaire-Puossin (Dammartin-en-Goële, 1598 - Gaillon, 1659) va ser un pintor clàssic francès. El seu germà Pierre va ser també pintor classicista francès. El seu germà Pierre va ser també pintor, pel que a vegades són coneguts com a Gros Lemaire (Jean, el gran) y Petit Lemaire (Pierre, el petit).
Jean Lemaire va formar-se a Roma, on va residir entre 1624 i 1630 (algunes fonts indiquen que hi va residir des de 1613). Durant aquest temps va ser ajudant de Nicolas Pousin, de qui més tard imità l'estil (d'aquí el seu sobrenom Jean Poussin).
Es va especialitzar en decoració d'interiors i en la pintura de paisatges, generalment clàssics, amb monuments i ruïnes antigues, i personatges d'inspiració mitològica seguint les petjades de Poussin. Durant la dècada de 1630 va rebre amb altres autors paisatgistes l'encàrrec de diverses obres per a decorar la Galeria de Paisatges del Palau del Buen Retiro, per mediació de l'ambaixador d'Espanya a Roma, el marqués de Castel Rodrigo. Per a aquest palau va realitzar dos llenços, Ruïnes i Anacoreta entre ruïnes, que actualment es troben al Museu del Prado.
Cap a l'any 1638 va tornar al seu país d'origen, on va rebre el càrrec de guardià del gabinet de pintura de Lluis XIII. També va rebre encàrrecs del Cardenal Richelieu i va col·laborar altre cop amb Poussin en la Gran Galeria del Louvre.
Després d'una nova estada a Roma l'any 1642, va tornar a França, on va treballar entre París i Gaillon, generalment en pintures murals, fet que ha comportat que la majoria no es conservin en l'actualitat. La seva especialitat va ser la representació d'arquitectures, i sembla que les figures de les seves obres les realitzaven els seus ajudants. Del seu estil es pot destacat el seu virtuosisme cromàtic, especialment en la utilització de la llum, així com en la qualitat del traç en el dibuix i el rigor en la composició de la perspectiva. Tot i que en vida la seva obra va ser molt valorada, després de la seva mort va caure en un cert oblit.